# پیدایم کن (کتاب)
پیدایم کن یا پیدا کن مرا (انگلیسی: Find Me) یک کتاب از آندره اسیمن است که در سال ۲۰۱۹ منتشرشد. این کتاب به زندگی ساموئل (سمی) پرلمن، پسرش الیو پرلمن و اُلیور، شخصیت‌های کتاب مرا با نامت صدا کن، می‌پردازد.

## داستان
این کتاب به سه بخش تقسیم شده‌است و هر بخش از دید یکی از شخصیت‌ها بیان شده‌است.
تمپو: ده سال پس از وقایع کتاب مرا با نامت صدا کن، سمی پرلمان در حالی که با قطار به رم سفر می‌کند با یک زن جوان به نام میراندا ملاقات‌می‌کند. این دو به سرعت به همدیگر نزدیک می‌شوند و رابطهٔ عاشقانه برقرار می‌کنند. در حالی که در رم هستند، این زوج از پدر بیمار میراندا دیدن می‌کنند، در یک سخنرانی عمومی که توسط سمی برگزار شد، شرکت می‌کنند و با الیو ملاقات‌می‌کنند.
کادنزا: پنج سال بعد، الیو به عنوان معلم پیانو در پاریس کار می‌کند. در یک کنسرت با یک مرد بزرگتر به نام میشل آشنا می‌شود و آنها یک رابطه عاشقانه را آغاز می‌کنند. آنها به خانهٔ کودکی میشل در حومهٔ فرانسه سر می‌زنند و چند هفته بعد به روابط دوستانهٔ خود پایان می‌دهند.
کاپریسیو: چند سال بعد، الیور به عنوان استاد در کالج در نیوهمپشایر کار می‌کند. او ازدواج کرده و بچه دارد، اما برای زمانی که دانشجو و با الیو بود، دلتنگی دارد. او با الیو در ایتالیا دوباره دیدار می‌کند و علاقهٔ آنها دوباره شعله‌ور می‌شود. اگرچه سمی درگذشته، او با میراندا فرزندی دارد، که او را الیور نامگذاری کرده‌اند.